# 2015년 지진

Map of earthquakes in 2015

2015년 지진 목록.

## 2월
- 2015년 타이둥 지진 (14일, M6.3)

## 4월
- 2015년 화롄 지진 (20일, M6.4)
- 2015년 4월 네팔 지진 (25일, M7.8)

## 5월
- 2015년 5월 네팔 지진 (12일, M7.3)
- 2015년 오가사와라 제도 서쪽 해역 지진 (30일, M8.1)

## 6월
- 2015년 사바 지진 (4일, M6.0)

## 7월
- 2015년 피산 지진 (3일, M6.4)
- 2015년 이슬라마바드 지진 (24일, M5.1)

## 8월
- 2015년 남키부 지진 (7일, M5.8)

## 9월
- 2015년 이야펠 지진 (16일, M8.3)

## 10월
- 2015년 10월 힌두쿠시 지진 (26일, M7.5)

## 12월
- 2015년 타지키스탄 지진 (7일, M7.2)
- 2015년 12월 힌두쿠시 지진 (25일, M6.3)